# Aprobarbital
Aprobarbital é um barbitúrico utilizado no tratamento da insônia.